# Sosnivka, Kobeleakî
Sosnivka (în ucraineană Соснівка) este un sat în comuna Krasne din raionul Kobeleakî, regiunea Poltava, Ucraina.

## Demografie
Componența lingvistică a localității Sosnivka
     Ucraineană (97,52%)
     Rusă (2,48%)
Conform recensământului din 2001, majoritatea populației localității Sosnivka era vorbitoare de ucraineană (97,52%), existând în minoritate și vorbitori de rusă (2,48%).